# 令和4年台風第8号
令和4年台風第8号（アジア名：MEARI）は、2022年8月に発生し、日本に上陸した台風である。12日3時に日本の南で発生し、13日17時半頃に静岡県伊豆半島に上陸した。そして14日21時に千島近海で温帯低気圧に変わった。

## 被害状況
8月3日からの大雨と台風8号による被害状況は以下の通りである。
| 人的被害   | 人的被害   | 人的被害 | 住家被害 | 住家被害 |
| ---------- | ---------- | -------- | -------- | -------- |
| 死者       | 死者       | 2人      | 全壊     | 37棟     |
| 行方不明者 | 行方不明者 | 1人      | 半壊     | 762棟    |
| 負傷者     | 重傷       | 2人      | 一部破損 | 352棟    |
| 負傷者     | 軽傷       | 7人      | 床上浸水 | 1,539棟  |
| 負傷者     | 程度不明   |          | 床下浸水 | 4,725棟  |
| 合計       | 合計       | 12人     | 合計     | 7,415棟  |

## 影響
千葉市の蘇我スポーツ公園で行われたROCK IN JAPAN FESTIVALのうち、DISH//・SCANDALなどが出演予定だった回が中止になった。一方で夏の甲子園は予定通りに行われた。
秋田県ではこの台風から前線に湿った空気が流れ込んで大雨になった。奥羽線と秋田内陸線、花輪線が被害を受け奥羽線は10月初め、内陸線は年内、花輪線は翌年5月までかかった。

## 激甚災害
2022年8月には、前線や台風8号などの影響で北日本（東北・北海道）や北陸などを中心に記録的な大雨となり、各地で被害が相次いだ。そのため政府は、一連の豪雨災害について「激甚災害」に指定することを同年9月30日に決定した。